# Asparagus ledebourii
Asparagus ledebourii là một loài thực vật có hoa trong họ Măng tây. Loài này được Miscz. mô tả khoa học đầu tiên năm 1916.